# Einar Sissener
Einar Rasmus Krag Schnitler Sissener (Kristiania, 21 settembre 1897 – Oslo, 4 marzo 1968) è stato un attore e regista norvegese.

## Biografia
Sissener ha debuttato nel 1919 al Centralteatret di Oslo distinguendosi da subito come uno dei maggiori caratteristi comici del suo paese. È stato prevalentemente attivo al Nationaltheatret di Oslo (1921-1967), nonché, per brevi periodi di tempo, direttore del Teatro Nuovo della medesima città (1933, 1936), e popolare attore di rivista presso il locale Chat Noir della capitale norvegese (1937-1946). Nell'intero corso della sua attività teatrale è stato particolarmente legato alla Danimarca, dove ha acquisito notorietà come comico di rivista. Fra le canzoni da rivista da lui interpretate si possono citare Det blir en deilig dag (censurata dai nazisti durante la seconda guerra mondiale) e Ditt hjerte er i fare Andresen.
È stato direttore della Lega degli attori norvegesi (1928-1931) e della Kunstnerforeningen (1951-68). Col suo spiccato talento tragicomico ha dato vita a fantasiose macchiette tratte da Shakespeare, Holberg e Molière, ed ha rivestito con humour ed autenticità il ruolo di Harald nel Den store barnedåpen di Oskar Braaten (poi anche in versione filmica, 1931). Grazie alla sua notevole voce Sissener ha avuto una posizione centrale anche nell'intrattenimento radiofonico, dove con Arild Feldborg ha contribuito a dar forma ai popolari programmi Døren e Doffen. Attivo nel cinema dal 1926, ha ricoperto sia ruoli secondari da caratterista, sia ruoli principali, cimentandosi anche con la regia. È sepolto al cimitero Vestre Gravlund di Oslo.
Einar Sissener è zio di Einar W. Sissener e nonno di Einar Andreas Sissener, entrambi importanti uomini d'affari.

## Filmografia
- La fidanzata di Glomdal (Glomdalsbruden), regia di Carl Theodor Dreyer (1926)
- Baldevins bryllup, regia di George Schnéevoigt (1926)
- Den store barnedåpen, anche regista, insieme a Tancred Ibsen (1931)
- Halvvägs till himlen, regia di Stellan Windrow e Rune Carlsten (1931)
- Syndere i sommersol, anche regista (1934)
- Du har lovet mig en kone!, anche regista (1935)
- Hansen og Hansen, regia di Alfred Maurstad (1941)
- Stjerneskud, regia di Alice O'Fredericks e Jon Iversen (1948)
- Storfolk og småfolk, regia di Tancred Ibsen (1951)
- Kasserer Jensen, regia di Nils R. Müller (1954)
- Arthurs forbrytelse, regia di Sverre Bergli (1955)
- Fjols til fjells, regia di Edith Carlmar (1957)
- Herren og hans tjenere, regia di Arne Skouen (1957)
- Venner, regia di Tancred Ibsen (1960)

Ha preso parte inoltre a filmati pubblicitari, spesso basati su fiabe popolari norvegesi.